# 迪爾格羅夫 (伊利諾伊州)
迪爾格羅夫（英語：Deer Grove）是位於美國伊利諾伊州懷特塞德縣的一個村落。

## 地理
迪爾格羅夫的座標為41°36′28″N 89°41′30″W / 41.60778°N 89.69167°W，而該地最高點為海拔高度197米（即646英尺）。

## 人口
根據2010年美國人口普查的數據，迪爾格羅夫的面積為1.18平方千米，當中陸地面積為1.18平方千米，而水域面積為0.00平方千米。當地共有人口48人，而人口密度為每平方千米40人。